# Jardín Botánico de Naples
El Jardín botánico de Naples (en inglés : Naples Botanical Garden) es un jardín botánico de 160 acres (64.7 hectáreas) de extensión, localizado en Naples, Florida, en los  Estados Unidos. 

## Localización
Naples Botanical Garden, 4820 Bayshore Drive, Naples, Collier county, Florida FL 34982 United States of America-Estados Unidos de América.
Planos y vistas satelitales.26°9′11″N 81°47′55″O / 26.15306, -81.79861
Se cobra una tarifa de entrada.

## Historia
El jardín fue establecido en 1995 y, con la adquisición reciente de 148 acres adicionales (60 hectáreas), actualmente ha comenzado el desarrollo completo. 
El jardín ahora (2010), consiste en 160 acres (64.7 hectáreas) de  lagos y de tierras, representando siete hábitat naturales y ecosistemas distintos, y ofreciéndonos actualmente más de 600 especies, con perspectiva de convertirse en una de las colecciones de plantas subtropicales y tropicales más completas en el mundo, con énfasis especial en los ecosistemas de la latitud 26. 
El plan maestro para el desarrollo futuro reclama la construcción de un centro multiuso, para las exhibiciones de ciencias naturales, las colecciones de plantas, de arte, de ciencia, las exposiciones de historia, y para promocionar la educación medioambiental.
El nuevo edificio "Eleanor and Nicholas Chabraja Visitor Center" está actualmente en  construcción, y se espera su apertura para finales de 2014.
El "Naples Botanical Garden" está clasificado como 4 estrellas por el "Charity Navigator".

## Colecciones
- Children garden, (Jardín de los Niños).
- Brazilian Garden, (Jardín de Brasil). Los siete ecosistemas terrestres que se encuentran en Brasil, cada uno de ellos tiene su lugar en el jardín, permitiendo que los visitantes vean las plantas en un contexto ecológico de modo que puedan entender mejor estos ambientes. El jardín es un homenaje a Roberto Burle Marx, conocido internacionalmente como el padre de la moderna arquitectura del paisaje. Su pieza central es el mural de cerámica original de Burle Marx.
- Florida Garden, (Jardín de Florida).
- Preserve (Reserva).
- Caribbean Garden (Jardín del Caribe)(en ejecución).
- Asian Garden (Jardín de Asia) (en ejecución).
- Water Garden (Jardín Acuático) (en ejecución).